# Мюллер, Август (изобретатель)
А́вгуст Мю́ллер (нем. August Müller; 4 марта 1864, Мёнхенгладбах — 5 сентября 1949) — немецкий изобретатель, пионер в производстве контактных линз.

## Биография
Родился в семье владельца предприятия по изготовлению инструментов. Учился медицинским наукам в учебных заведениях Бонна, Берлина, Вены и Киля, где проходил стажировку у профессора Волькера в его Офтальмологической клинике. Подготовил революционную для тех лет докторскую диссертацию под названием «Очки и роговичные линзы». Работа была успешно защищена 28 февраля 1889 г. Незадолго до этого написал несколько статей про линзы перископического зрения, отёки лёгких, про особенности фармацевтической индустрии, а также ряд работ по контактным линзам.
Учёный постоянно досадовал на свою близорукость (−14,00 D) и аберрации, присущие применяемым в то время очковым линзам. Мюллер сделал открытие, что линзы, установленные непосредственно на глаза, позволяют решить эти проблемы. Исследуя глаза умерших людей, он получил значение нормального радиуса кривизны передней поверхности роговицы (7,5 мм) и радиуса склеры (14 мм).
В распоряжении исследователя были линзы трёх типов берлинской компании Himmler, признанного производителя изделий оптики, изготавливаемые из кремниевого стекла с различной преломляющей силой (−14,50 D, −15,00 D, −19,50 D) толщиной в центре 0,3 мм и диаметром 15—16 мм, с тщательно отполированными краями правильной округлой формы. Радиус закругления области роговицы был порядка 7,00—7,65 мм, в области склеры — порядка 14 мм. Один из вариантов контактных линз имел средний радиус между склерным и роговичным. Этого было достаточно для достижения приемлемого зрения, для нейтрализации неприятных ощущений Август Мюллер применял кокаин.
Занимаясь научной работой, исследователь был заложником своего слабого зрения. После работы в различных организациях он вернулся обратно в Мёнхенгладбах, где занялся практикой ортопедии и физиотерапии. Через некоторое время получил прозвище Костлявый Мюллер (Knocher-Müller). Его брак с протестанткой Эммой Камзо (Emma Kahmzow) в 1890 г. получил резкое неодобрение католической общественности. Жена подарила учёному шестерых детей. В разное время Мюллер опубликовал несколько научных трудов по своей последней специализации, в частности, о болях в нижней части спины (1926).

## Основные научные труды
- «Der muskulare Kopfschmerz» (о головных болях из-за мышечных спазмов, 1911),
- «Lehrbuch der Massage» (о массаже, 1915),
- «Der Kreuzschmerz» (о болях в нижней части спины, 1926).